# Livedoor
K.K. Livedoor (jap. 株式会社ライブドア, Kabushiki kaisha Raibudoa, engl. livedoor Co., Ltd.) ist ein japanisches Internetunternehmen mit Sitz in Nishi-Shinjuku, Präfektur Tokio, welches seit April 2010 ein 100%iges Tochterunternehmen der Naver Corporation ist.
Die Firma wurde die ersten zehn Jahre von ihrem Gründer, Takafumi Horie, geleitet. Mit mehr als 1000 Mitarbeitern ist sie eine der führenden japanischen Internetfirmen. Sie ist aber berüchtigt für ihre häufigen Zusammenschlüsse mit anderen Firmen, bis sie über einen Betrugsskandal stolperte und von der koreanischen Naver Corporation aufgekauft wurde.
Livedoor wurde 1995 als Livin’ on the Edge gegründet und von Horie und ein paar Mitstudenten betrieben. 1996 erfolgte die Gründung einer Betreibergesellschaft, der Y.K. On the Edge (有限会社オン・ザ・エッヂ, Yūgen-gaisha On za Ejji, engl. Livin’ On the EDGE Inc.), mit Sitz in Minato. 1997 wurde sie in K.K. On the Edge ((株式会社オン・ザ・エッヂ, Kabushiki-gaisha On za Ejji, engl. Livin’ On the EDGE Co., Ltd.) umfirmiert und ging 2000 an die Tokioter Börse. Im November 2002 übernahm sie die bankrotte alte K.K. Livedoor und änderte dann 2003 ihren eigenen Namen in Edge K.K. (エッジ株式会社, Ejji Kabushiki-gaisha) engl. Edge Co., Ltd.), um schließlich 2004 Livedoor als neuen Namen anzunehmen.
Ab da hieß das Unternehmen K.K. Livedoor.

## Livedoor-Skandal

### Verlauf
Der Fall wurde am 16. Januar 2006 bekannt, als die Tokioter Staatsanwaltschaft wegen des Verdachts auf Wertpapierbetrug eine Razzia in mehreren Livedoor-Filialen, in der Wohnung von Horie und in den Wohnungen anderer Führungskräfte von Livedoor und Tochtergesellschaften durchführte. Die Razzien verschreckten die Anleger und ließen die Aktien am 17. und 18. Januar abstürzen, als die sich ausweitenden strafrechtlichen Ermittlungen zu Panikverkäufen an der Tokioter Börse führten. Einige Broker kündigten an, dass sie die Emission nicht mehr für den Margenhandel zulassen würden. Das Volumen war so groß, dass es das Computersystem der TSE zu überlasten drohte, was einen Handelsstopp für den gesamten Markt zur Folge hatte – ein neuer Rekord und das erste Mal, dass dies je passiert ist. Die TSE forderte Livedoor auf, eine formelle Stellungnahme zu den Vorwürfen abzugeben. Als das Unternehmen nach einer raschen internen Untersuchung einen übereilten Bericht vorlegte, forderte die TSE die Führungskräfte auf, einen ausführlicheren Bericht vorzulegen, und drohte damit, Livedoor von der Börse zu nehmen, falls sich die Vorwürfe unzulässiger Aktivitäten bestätigen sollten.
Am 18. Januar 2006 wurde Hideaki Noguchi, ein leitender Angestellter von H.S. Securities, einer Firma, bei der die Staatsanwaltschaft in der Woche zuvor eine Razzia im Zusammenhang mit Livedoor durchgeführt hatte, in einem Hotelzimmer in Okinawa tot aufgefunden, was die Behörden als Selbstmord einstuften.
Die Behörden luden mehrere Führungskräfte von Livedoor und Tochtergesellschaften zum Verhör vor, am 23. Januar auch Horie selbst. Nach einer mehrstündigen Befragung von Horie waren die Ermittler der Ansicht, dass sie genug erfahren hatten, um Anklage zu erheben, und beantragten vier Haftbefehle, die auch erlassen wurden. Horie, der Finanzchef von Livedoor und die Vorsitzenden zweier Tochtergesellschaften wurden am Abend wegen Wertpapier- und Bilanzbetrugs verhaftet und zwei Monate lang ohne Kaution festgehalten; in dieser Zeit wurde auch der vorübergehende stellvertretende Direktor von Livedoor, Fumito Kumagai, verhaftet.
Die japanische Wertpapieraufsichtsbehörde reichte am 13. März 2006 Strafanzeige gegen die fünf verhafteten Ex-Führungskräfte des Unternehmens ein. Der Firmengründer Horie wurde am 16. März 2007 zu 2,5 Jahren Gefängnis verurteilt. Die anderen wurden vier Tage später zu verschiedenen Haftstrafen verurteilt, legten jedoch Berufung ein.

### Auswirkungen
Nachdem Livedoor innerhalb von vier Monaten 90 % seines Aktienkurses verloren hatte und eindeutige Beweise für Wertpapierbetrug vorlagen, wurde das Unternehmen am 14. April 2006 von der Tokioter Börse genommen.
Fuji Television verklagte das Unternehmen im März 2007 auf 35 Mrd. Yen Schadenersatz; 1.000 Einzelanleger reichten im Mai 2006 eine Sammelklage ein, die schließlich auf 3.340 anstieg, die 23 Mrd. Yen forderten, was zu einem endgültigen Urteil von 7. 6 Mrd. Yen gegen Livedoor, und andere ähnliche Klagen führten zu mindestens einem Urteil in Höhe von 4,9 Mrd. Yen. Livedoor verklagte seinerseits seine eigenen Führungskräfte, wobei sich der Gründer Horie auf 21 Mrd. Yen und sechs weitere auf insgesamt 760 Mio. Yen einigten.
Im Zuge der Ermittlungen erlangte Informationen führten zur Verhaftung und Verurteilung des Fondsmanagers Yoshiaki Murakami, der Insiderinformationen genutzt hatte, um von einer Beteiligung zu profitieren, die Livedoor 2005 an Nippon Broadcasting System erworben hatte.
Horie veröffentlichte während seiner Berufungen eine Autobiografie, Complete Resistance, in der er seine Unschuld beteuert und erklärt, dass er nur wegen seiner Berühmtheit und nicht wegen der Art oder Schwere der Verbrechen verfolgt wurde.
Unabhängig vom Wahrheitsgehalt der Verdächtigungen witterten viele angesichts des Zeitpunkts der Aktion eine Verschwörung. Man sah darin einen politischen Schachzug der Verfechter des Status quo, um Horie dafür zu bestrafen, dass er es gewagt hatte, sie herauszufordern, und um ihn und die von ihm vertretenen Geschäftspraktiken zu diskreditieren, die Hories Gegner als geschmacklos und „unjapanisch“ ansahen.
Um eine Wiederholung des Skandals zu verhindern, verabschiedete Japan am 14. Juni 2006 ein dem Sarbanes-Oxley ähnliches Gesetz, das den Spitznamen J-SOX erhielt.